# Jean Racine
Jean Racine   (La Ferté-Milon, desembre 1639 - París, 21 d'abril de 1699) va ser un dramaturg francès. Juntament amb Pierre Corneille, que va precedir-lo, és considerat un dels dos autors francesos de tragèdies clàssiques més important.

## Biografia

### Formació jansenista
Racine va néixer el 21 de desembre de 1639 a La Ferté-Milon (Aisne), a la província de Picardia, al nord de França. Orfe als quatre anys (la seva mare va morir el 1641 i el seu pare el 1643), va passar a cura dels seus avis. A la mort del seu avi el 1649, la seva àvia, Marie des Moulins, va anar a viure al convent de Port-Royal i es va emportar el seu net. Va rebre una educació clàssica a les Petites écoles de Port-Royal, una institució religiosa que influiria molt en altres figures contemporànies com Blaise Pascal. Port-Royal estava dirigit per seguidors del Jansenisme, una teologia condemnada com a herètica pels bisbes francesos i el Papa. Les interaccions de Racine amb els jansenistes durant els seus anys en aquesta acadèmia tindrien una gran influència sobre ell durant la resta de la seva vida.
A Port-Royal, va destacar en els seus estudis dels clàssics i els temes de la mitologia grega i romana tindrien un gran paper en les seves futures obres. En un primer moment, tractà de conciliar les seues aspiracions literàries amb els desigs familiars perquè triés la carrera eclesiàstica, cosa que el feu romandre fins a 1663 a Usès. Va escriure una interessant oda, La nimfa del Sena (1660), i altres obres que no arribaren als escenaris.

### Els inicis literaris
S'esperava per estudiar dret al Collège d'Harcourt de París, però en canvi es va veure atret per un estil de vida més artístic. L'experimentació amb la poesia va obtenir grans elogis del més gran crític literari francès, Nicolas Boileau, de qui Racine seria més tard un gran amic; Boileau sovint afirmava que ell estava darrere de l'obra del poeta incipient. Racine finalment es va establir a París on es va implicar en cercles teatrals.
Finalment, pren la decisió de treballar només en la literatura. El 1662, rep una pensió del rei per haver escrit una oda de conveniència sobre la malaltia del rei Lluís XIV, La fama de les muses.
La seva primera obra, Amasie, mai va arribar a l'escenari. El 20 de juny de 1664, la tragèdia de Racine La Thébaïde, ou les Frères ennemis va ser produïda per la troupe de Molière al Théâtre du Palais-Royal, a París. L'any següent, Molière també va muntar la segona obra de Racine, Alexandre le Grand. No obstant això, aquesta obra va obtenir tan bona resposta del públic que Racine va negociar en secret amb una companyia de teatre rival, l’Hôtel de Bourgogne, per representar l'obra, ja que tenien una millor reputació per interpretar tragèdies. Així, Alexandre s'estrenava per segona vegada, a càrrec d'un grup d'actuació diferent, onze dies després de la seva primera actuació. Molière mai va poder perdonar a Racine aquesta traïció, i Racine simplement va ampliar la bretxa entre ell i el seu antic amic seduint l'actriu principal de Molière, Thérèse du Parc, perquè es convertís en la seva companya tant professional com personalment. A partir d'aquest moment, la companyia Hôtel de Bourgogne va representar totes les obres profanes de Racine.

### Les grans tragèdies
Tot i que tant La Thébaïde (1664) com el seu successor, Alexandre (1665), tenien temes clàssics, Racine ja entrava en polèmica i l'acusaven que estava contaminant la ment del seu públic. Va trencar tots els vincles amb Port-Royal i va procedir amb Andromaque (1667), que explicava la història d’Andròmaca, vídua d’Hèctor, i el seu destí després de la Guerra de Troia. Entre els seus rivals hi havia Pierre Corneille i el seu germà, Thomas Corneille. Els tragèdics sovint competien amb versions alternatives de la mateixa trama: per exemple, Michel le Clerc va produir una Iphigénie el mateix any que Racine (1674), i Jacques Pradon també va escriure una obra de teatre sobre Fedra (1677). L'èxit de l'obra de Pradon (fruit de l'activitat d'una claca) va ser un dels fets que va fer que Racine renunciés a la seva feina com a dramaturg en aquella època, tot i que la seva carrera fins a aquest moment va ser tan exitosa que va ser el primer autor francès va viure gairebé íntegrament dels diners que guanyava amb els seus escrits. D'altres, inclòs l'historiador Warren Lewis, atribueixen la seva retirada del teatre a escrúpols de consciència.
L'èxit aconseguit el 1667 amb la tragèdia Andròmaca li va donar una gran prestigi. Va escriure després una comèdia, Els litigants el 1668, i després es va dedicar només a la tragèdia, i hi escriu successivament Britannicus (1669), Berenice (1670), Baiacet (1672), Mitridates (1673), Ifigènia (1674) i Fedra 1677). Cal assenyalar la seva implicació en un sòrdid cas, el cas dels verins, pel qual se sospitava haver enverinat Du Parc, una de les seves actrius, per tal de recuperar una joia que Du Parc portava en un dit.
Tanmateix, un incident important que sembla haver contribuït a la sortida de Racine de la vida pública va ser la seva implicació en un escàndol judicial de 1679. Es va casar aproximadament en aquesta època amb la pietosa Caterina de Romanet, i les seves creences religioses i la seva devoció a la secta jansenista van reviure. Ell i la seva dona finalment van tenir dos fills i cinc filles. Al voltant de l'època del seu matrimoni i de la sortida del teatre, Racine va acceptar un lloc d'historiografia reial a la cort del rei Lluís XIV de França, al costat del seu amic Boileau. Va mantenir aquest càrrec malgrat els escàndols menors en què va estar involucrat. El 1672, va ser elegit membre de l’Acadèmia Francesa, i finalment va obtenir molt poder sobre aquesta organització. Dos anys més tard, se li va donar el títol de «tresorer de França», i més tard va ser distingit com a 
«cavaller ordinari del rei» (1690), i després com a secretari del rei (1696). A causa de la florida carrera de Racine a la cort, Lluís XIV va proveir la seva vídua i els seus fills després de la seva mort. Quan finalment va tornar al teatre, va ser a petició de Madame de Maintenon, segona esposa morganàtica del rei Lluís XIV, amb les faules morals, Esther (1689) i Athalie (1691), totes dues basades en l'Antic Testament. contes i destinats a ser interpretats pels alumnes de l'escola de la Maison royale de Saint-Louis de Saint-Cyr (comuna veïna de Versalles, i ara coneguda com«Saint-Cyr l'École»).

### Les obres religioses
Amic personal del cardenal Richelieu i mitjançant aquest del seu successor Julio Mazzarino, va aconseguir ser membre de l'Acadèmia Francesa des del 1673. Després del seu flagrant fracàs amb Fedra, darrere d'altres obres que el mateix Racine, sobretot per qüestions d'honor i religioses, ja que ell mateix no veia amb bons ulls el teatre, considerava mediocres, va retirar-se del teatre en principi definitivament, i de nou gràcies als seus contactes socials es va poder dedicar a ser l'historiògraf del rei Lluís XIV de França. Una desena d'anys més tard, a petició de Madame de Maintenon, però, va gosar escriure les tragèdies bíbliques Esther (1689) i Atalia (1691), les úniques peces teatrals que escrigué després de Fedra, per a les xiquetes de l'internat de Saint-Cyr.
Malgrat les persecucions de les quals són víctimes els jansenistes, Racine es va reconciliar amb ells, després d'haver tingut prou problemes. Va escriure una Història breu de Port-Royal, que es va publicar fins després de la seva mort.

### Mort
Jean Racine va morir el 1699 d'un càncer de fetge. Va demanar sepultura a Port-Royal, però després que Lluís XIV va arrasar aquest lloc el 1710, les seves restes, amb les de Blaise Pascal, van ser traslladades a l'església de Saint-Étienne-du-Mont a París.

## Estil

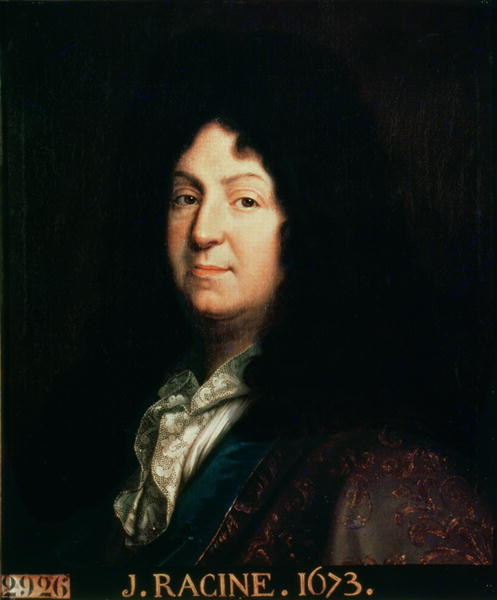
Jean Racine

La qualitat de la poesia de Racine és potser la seva major contribució a la literatura francesa. El seu ús de la línia poètica alexandrina es considera excepcionalment hàbil.
L'obra de Racine va fer front a moltes crítiques dels seus contemporanis. Una va ser la manca de veracitat històrica en obres com Britànic (1669) i Mitridate (1673). Racine es va afanyar a assenyalar que els seus grans crítics, els seus dramaturgs rivals, es trobaven entre els més grans delinqüents en aquest sentit. Una altra crítica important que se li va fer va ser la manca d'incident en la seva tragèdia Bérénice (1670). La resposta de Racine va ser que la tragèdia més gran no consisteix necessàriament en vessament de sang i mort.

### Característiques generals
Racine restringeix el seu vocabulari a 4.000 paraules. Descarta totes les expressions quotidianes ja que, encara que els grecs podien anomenar una pala, no creu que això sigui possible en llatí o francès. Les unitats clàssiques s'observen estrictament, perquè només es descriu l'etapa final d'una crisi prolongada. El nombre de personatges, tots reials, es redueix al mínim. L'acció a l'escenari està pràcticament eliminada. L'Hipòlit mutilat no és retornat, com ho és l'Hipòlit d’Eurípides. L'única excepció és que Atalide s'apunyala davant el públic a Bajazet; però això és acceptable en una obra que destaca pel seu salvatgisme i el seu color oriental.

### Caràcter fonamental de la tragèdia
La tragèdia mostra com els homes cauen de la prosperitat al desastre. Com més alta sigui la posició des de la qual cau l'heroi, més gran és la tragèdia. Excepte els confidents, dels quals Narcisse (a Britannicus) i Œnone (a Fedra) són els més significatius, Racine descriu el destí de reis, reines, prínceps i princeses, alliberats de les pressions restrictives de la vida quotidiana i capaços de parlar i actuar sense inhibició.

### Característiques del seu teatre
El teatre de Racine mostra la passió com una força fatal que destrueix al que la té. Respectant els ideals de la tragèdia clàssica, presenta una acció senzilla, clara, en la qual els esdeveniments neixen de les mateixes passions dels personatges.
Les tragèdies profanes (és a dir, excloent Esther i Atalia) presenten una parella jove i innocent, unida i separada alhora per un amor impossible, perquè la dona està sota el domini del rei (Andròmaca, Britannicus, Baiacet, Mitridates) o perquè pertany a un grup rival (Arícia en Fedra). Aquesta rivalitat es complementa sovint amb una rivalitat política, sobre la qual Racine no s'interessa gaire.
En aquest marc aristocràtic que, a partir de Baiacet, es converteix en lloc comú que serveix de pretext per a desencadenar una crisi, els personatges descobreixen que el rei és mort o que ha estat vençut: aquest fet allibera els personatges i enceta les passions. Aquesta informació, però, és desmentida gairebé immediatament. El retorn del rei situa cadascú davant les seues pròpies faltes i és causa, segons la seua naturalesa, de penediment o de dur la revolta fins a les darreres conseqüències.

## Obres

### Tragèdies
- La Tebaida (1664)
- Alexandre le Grand (1665)
- Andròmaca (1667)
- Britannicus (1669)
- Bérénice (1670)
- Baiacet (1672)
- Mitridates (1673)
- Ifigènia (1674)
- Fedra (1677)
- Esther (1689)[7]
- Atalia (1691)[8]

### Comèdies
- Els litigants (1668)

## Obra traduïda al català
- Ester, traduïda en vers per Miquel Ribes, Thuir: Guillem Agel, 1792.
- Athalia, traduïda en versos catalans per Miquel Ribes (1774), Perpinyà: J. Cornet, 1912.
- Tragèdies, traducció poètica de Bonaventura Vallespinosa, Alpha, 1967, amb: Andròmaca, Britànnic, Berenice, Ifigènia, Fedra, Ester.
- Tragèdies, Edicions 62, 1982, amb: Bajazet, Atalia (traduccions de Miquel Martí i Pol) i Fedra (traducció de Joaquim Ruyra).
- Fedra, traducció de Modest Prats, Quaderns Crema, 1999.
- Atalia, Ester, Britannicus, Ifigènia, traducció i adaptació, Ignasi Farreres Jordana, 2001.
- Andròmaca traducció i adaptació d'Ignasi Farreres Jordana, 2004.
- Berenice, traducció d'Albert Mestres, Adesiara, 2008.
- Fedra, traducció de Sergi Belbel, Núvol, 2015.